# Felsősom
Felsősom (szlovákul: Drienica, korábban Šoma, ukránul Sama) község Szlovákiában, az Eperjesi kerület Kisszebeni járásában.

## Fekvése
Eperjestől 20 km-re északnyugatra, Kisszebentől 4 km-re északra fekszik.

## Története
A település templomát és papját 1332-ben a pápai tizedjegyzékben említik először. A falut magát 1343-ban említi először oklevél, Szinyei Péter és Méry László voltak a birtokosai. 1427-ben 34 adózó portával rendelkezett, ezzel a nagyobb falvak közé számított. 1567-ben csak 13 portája volt mintegy 90 lakossal. A 16. század második felében a lakosság pótlására ruszinokkal telepítették be. 1600-ban 21 házában mintegy 150 lakos élt. Ezt követően a falu népessége gyors növekedésnek indult. 1787-ben 56 házát már 337-en lakták.
A 18. század végén Vályi András így ír róla: „SOM. Tót falu Sáros Várm. földes Ura Szeben Városa, lakosai katolikusok, fekszik Szebenhez közel, mellynek filiája; határja középszerű, fája, réttye, legelője bőven van.”
1828-ban 62 háza és 475 lakosa volt.
Fényes Elek 1851-ben kiadott geográfiai szótárában így ír a faluról: „Som, Sama, orosz falu, Sáros vgyében, Szebenhez északra 1/4 mfd. 21 r., 449 g. kath., 5 zsidó lak. Gör. kath. anyaszentegyház. Sokrét, legelő és erdő.”
A trianoni diktátum előtt Sáros vármegye Kisszebeni járásához tartozott.
1949-ben szlovák nevét Šomáról a szlovákosítás jegyében Drienicára változtatták.

## Népessége
| Év:            | 1994. | 2004.   | 2014.   | 2024.   |
| -------------- | ----- | ------- | ------- | ------- |
| Emberek száma: | 671   | 691     | 734     | 758     |
| Eltérés:       |       | +2,98 % | +6,22 % | +3,26 % |

| Év:            | 2023. | 2024.   |
| -------------- | ----- | ------- |
| Emberek száma: | 771   | 758     |
| Eltérés:       |       | -1,68 % |

1910-ben 489-en, többségében ruszinok lakták, jelentős magyar kisebbséggel.
2001-ben 671 lakosából 655 szlovák volt.
2011-ben 714 lakosából 685 szlovák.

## Nevezetességei
- Görögkatolikus temploma a 20. században épült.
- Szent János evangélista tiszteletére szentelt kápolnáját 1822-ben a Melczer család építtette.
- A falu környéke télen turistaparadicsom sípályákkal, szálláshelyekkel.